# Nieul-lès-Saintes
Nieul-lès-Saintes is een gemeente in het Franse departement Charente-Maritime (regio Nouvelle-Aquitaine). De plaats maakt deel uit van het arrondissement Saintes. Nieul-lès-Saintes telde op 1 januari 2022 1.213 inwoners.

## Geografie
De oppervlakte van Nieul-lès-Saintes bedroeg op 1 januari 2022 20,41 vierkante kilometer; de bevolkingsdichtheid was toen 59,4 inwoners per km².
De onderstaande kaart toont de ligging van Nieul-lès-Saintes met de belangrijkste infrastructuur en aangrenzende gemeenten.

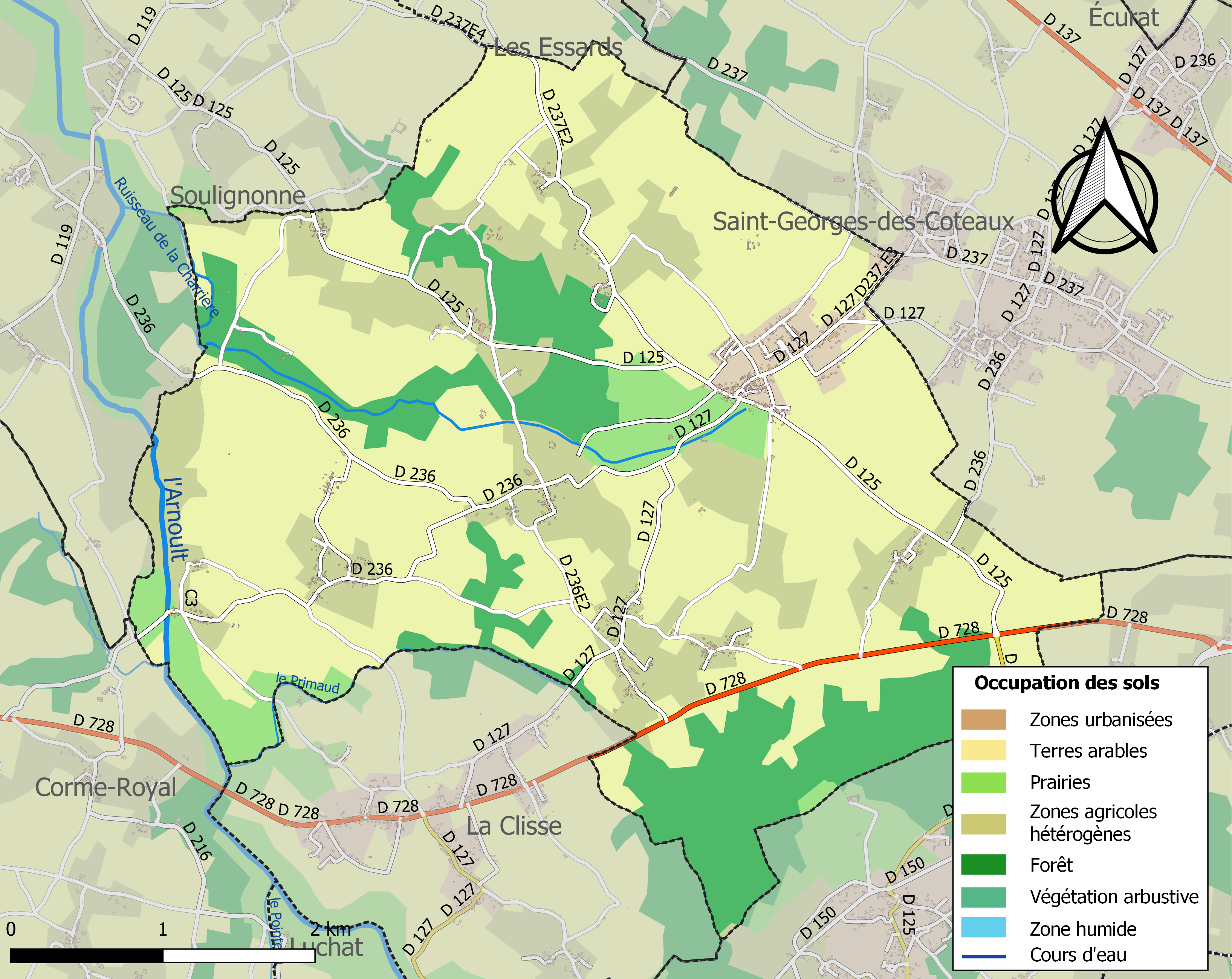

## Demografie
Onderstaande figuur toont het verloop van het inwonertal (bron: INSEE-tellingen).